# Glen Metropolit
Glen David Metropolit (* 25. Juni 1974 in Toronto, Ontario) ist ein ehemaliger kanadischer Eishockeyspieler und derzeitiger -trainer, der im Verlauf seiner aktiven Karriere zwischen 1994 und 2017 unter anderem 437 Spiele für die Washington Capitals, Tampa Bay Lightning, Atlanta Thrashers, St. Louis Blues, Boston Bruins, Philadelphia Flyers und Canadiens de Montréal in der National Hockey League auf der Position des Centers bestritten hat. Metropolit, der auch in diversen europäischen Topligen auflief, wurde im Jahr 2015 Deutscher Meister mit den Adler Mannheim sowie 2006 Schweizer Meister mit dem HC Lugano.

## Karriere

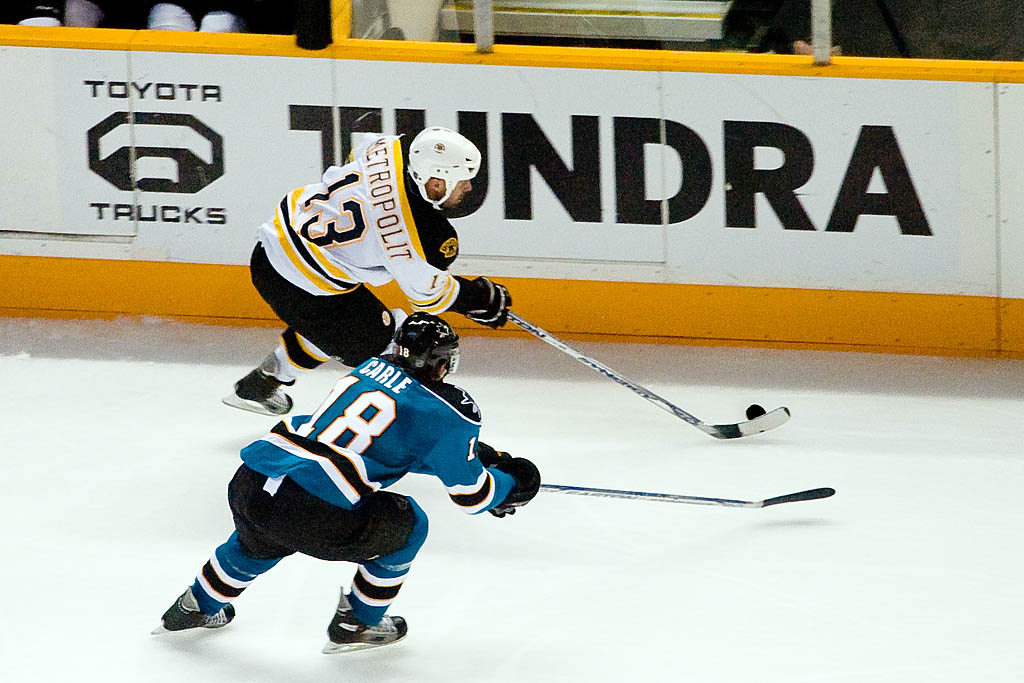
Metropolit (weißes Trikot) im Duell mit Matthew Carle von den San Jose Sharks

Metropolit begann seine Profikarriere in Nordamerika, wo er die unterklassigen Ligen durchlief und schließlich in der Saison 1999/2000 über die Portland Pirates (American Hockey League) zu den Washington Capitals (National Hockey League) gelangte. Er konnte sich dort aber nicht dauerhaft etablieren und pendelte drei aufeinander folgende Spielzeiten zwischen den Pirates und den Capitals. Er absolvierte auch zwei Spiele für Tampa Bay Lightning.
Im Vorfeld der Saison 2003/04 entschied sich der Kanadier für einen Wechsel nach Europa und heuerte beim finnischen Erstligisten Jokerit an, wo er sich auf Anhieb als offensivstarker Angreifer etablieren konnte. So wurde Metropolit in der abgelaufenen Spielzeit mit 15 Toren und 35 Torvorlagen der sechstbeste Scorer innerhalb der Liga und erzielte beim Viertelfinal-Aus seiner Mannschaft insgesamt sechs Tore in sieben Spielen. In der folgenden Saison konnte der Kanadier seine Leistungen bestätigen und wurde mit 16 Treffern teaminterner Topscorer und überzeugte auch in den Play-offs mit 11 Scorerpunkten in 12 Partien, unterlag mit Jokerit im Finale um die finnische Meisterschaft gegen Oulun Kärpät. Durch seine Leistungen bei Jokerit avancierte der Angreifer zu einem Publikumsliebling, insbesondere seine Fähigkeiten als Spielmacher wurden gelobt und die von ihm favorisierte Zone außerhalb des linken Bullykreises im Angriffsdrittel von vielen Experten und TV-Kommentatoren in Anlehnung an Wayne Gretzky als Metro’s office bezeichnet. Weiterhin war Metropolit zusammen mit Marko Jantunen ein fester Bestandteil des Unterzahlspiels bei Jokerit, infolgedessen beide für eine Vielzahl an Short-Handed-Goals verantwortlichen waren.

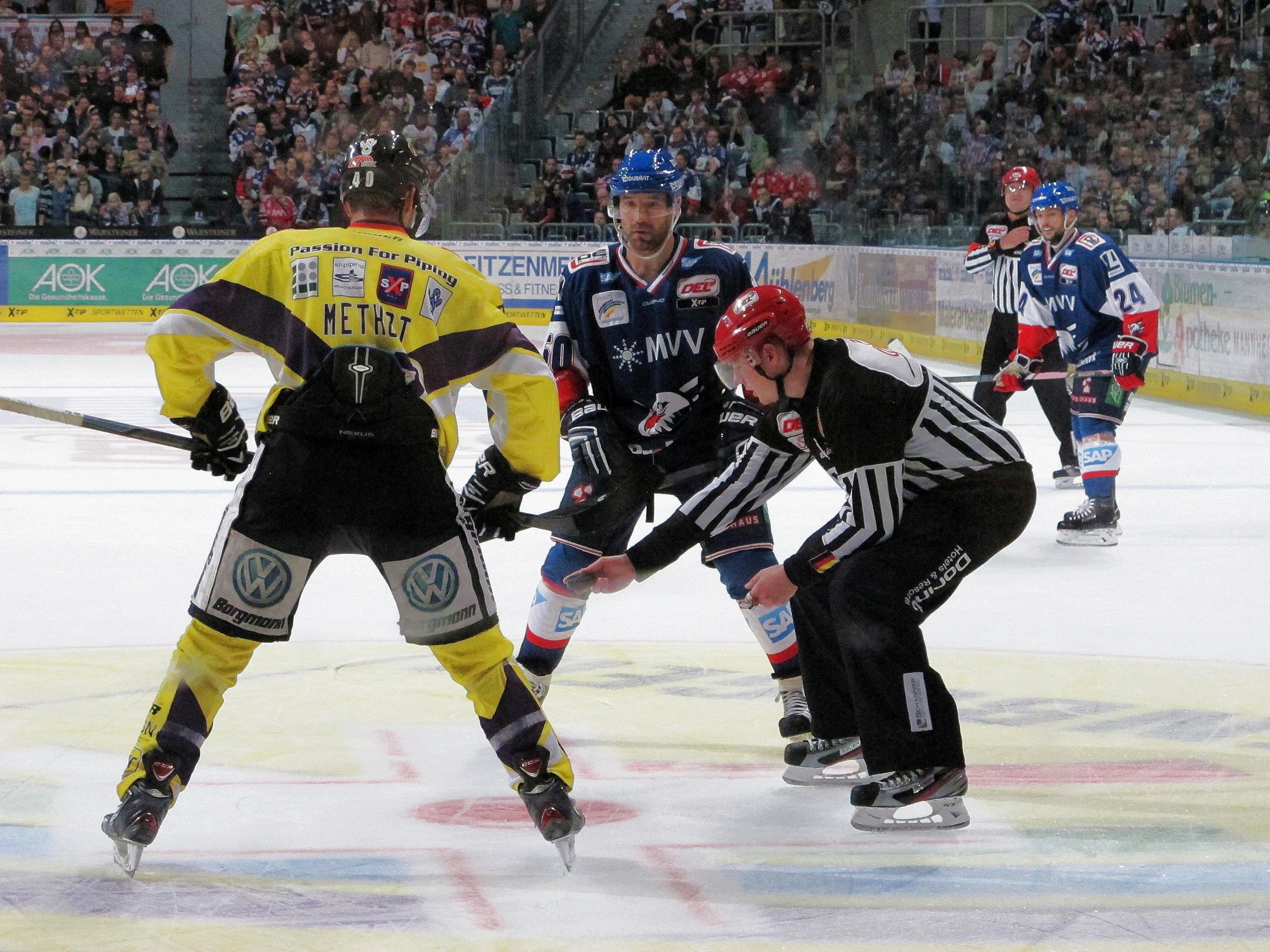
Glen Metropolit (dunkles Trikot) im Trikot der Adler Mannheim im Duell mit François Méthot

Zur Saison 2005/06 wechselte Metropolit in die Schweiz zum HC Lugano in die Nationalliga A und gewann die Meisterschaft mit seinem neuen Team. Der Rechtsschütze war dabei in der abgelaufenen Spielzeit mit 23 Treffern der beste Torschütze der Liga innerhalb der Hauptrunde. Im Sommer 2006 löste der Kanadier seinen Vertrag bei Lugano auf, um in der Spielzeit 2006/07 bei den Atlanta Thrashers in der NHL zu spielen. Zwei Tage vor Ablauf der NHL-Transferfrist wurde er im Januar 2007 im Tausch für Keith Tkachuk zu den St. Louis Blues transferiert. Nachdem sein Vertrag im Anschluss an die Saison nicht verlängert worden war, nahm Metropolit im Sommer 2007 an einem Trainingscamp der Boston Bruins teil, die ihn daraufhin im Oktober unter Vertrag nahmen. Bei den Bruins agierte der Center vornehmlich in Unterzahlsituationen sowie innerhalb der dritten und vierten Reihe, welche als sogenannte checking lines eher defensiv ausgerichtet spielen. Mit 33 Scorerpunkten aus 81 Partien spielte Metropolit in der Saison 2007/08 seine punktbeste NHL-Spielzeit.
Im Juli 2008 unterschrieb der Kanadier einen Zweijahresvertrag bei den Philadelphia Flyers, wurde jedoch erneut kurz vor Ende der Trade Deadline abgegeben und lief ab Februar 2009 im Trikot der Canadiens de Montréal in der NHL auf. Nachdem Metropolit die komplette Spielzeit 2009/10 bei den Canadiens verbracht hatte, wechselte er im Sommer 2010 erneut in die Schweiz und einigte sich mit dem EV Zug auf einen zweijährigen Arbeitskontrakt. Dort konnte sich der Angreifer unmittelbar als eine der elementaren Offensivakteure etablieren und wurde mit 15 Treffern und 38 Assists ein weiteres Mal der beste Scorer innerhalb der NLA. Nach einer weiteren Spielzeit in Zug, stand der Kanadier zwischen 2012 und 2014 erneut beim HC Lugano auf dem Eis und bestritt am Ende der Saison 2013/14 ebenfalls drei Partien für den SC Bern. Zur Saison 2014/15 wechselte Metropolit zu den Adler Mannheim in die Deutsche Eishockey Liga, wo er mit der Trikotnummer 50 auflief. In der Saison 2014/15 erreichte er mit den Adlern den ersten Tabellenplatz nach der regulären Saison und gewann in den anschließenden Play-offs die Deutsche Meisterschaft. Nach der Saison 2015/16 verließ er Mannheim.
Am 20. Oktober 2016 wurde Metropolit vom Südtiroler Verein HC Bozen aus der Österreichischen Eishockey-Liga unter Vertrag genommen. Anfang Februar 2017 wurde sein Vertrag in Bozen aus familiären Gründen aufgelöst.
Ab dem Sommer 2017 arbeitete Metropolit als Trainer, zunächst als Development and Skills-Coach in der Organisation des NHL-Teams Tampa Bay Lightning. Von 2022 bis 2025 war er Assistenztrainer beim HC Davos aus der Schweizer National League.

### Rollerhockey
Zwischen 1996 und 1997 absolvierte er 34 Spiele in der Roller Hockey International (RHI), die seit 1999 nicht mehr existiert. Dabei absolvierte er 28 Spiele für die Long Island Jawz, vier Partien für die Anaheim Bullfrogs und zwei Spiele für die New Jersey Rockin’ Rollers.

### International
1998 wurde er mit Team Kanada Inline-Hockey-Weltmeister bei der IIHF-WM im kalifornischen Anaheim. Außerdem vertrat er Kanada bei der Eishockey-Weltmeisterschaft 2006 in Riga.

## Erfolge und Auszeichnungen
| - 1997 Murphy-Cup-Gewinn mit den Anaheim Bullfrogs - 2006 PostFinance Top Scorer - 2006 Schweizer Meister mit dem HC Lugano | - 2011 PostFinance Top Scorer - 2015 Deutscher Meister mit den Adler Mannheim - 2020 Aufnahme in die ECHL Hall of Fame |

## Karrierestatistik

### International
Vertrat Kanada bei:
- Weltmeisterschaft 2006

(Legende zur Spielerstatistik: Sp oder GP = absolvierte Spiele; T oder G = erzielte Tore; V oder A = erzielte Assists; Pkt oder Pts = erzielte Scorerpunkte; SM oder PIM = erhaltene Strafminuten; +/− = Plus/Minus-Bilanz; PP = erzielte Überzahltore; SH = erzielte Unterzahltore; GW = erzielte Siegtore; 1 Play-downs/Relegation; Kursiv: Statistik nicht vollständig)